# آیل آو داگز
longitudeآیل آو داگزlatitudeآیل آو داگز
آیل آو داگز (به انگلیسی: Isle of Dogs) یک ناحیه در لندن است که در منطقه تاور هملتس لندن واقع شده‌است.
این ناحیه که همانند یک شبه جزیره می‌باشد از سه طرف توسط رود تیمز احاطه شده است، ایستگاه متروی کنری وورف در نزدیکی این ناحیه قرار دارد.

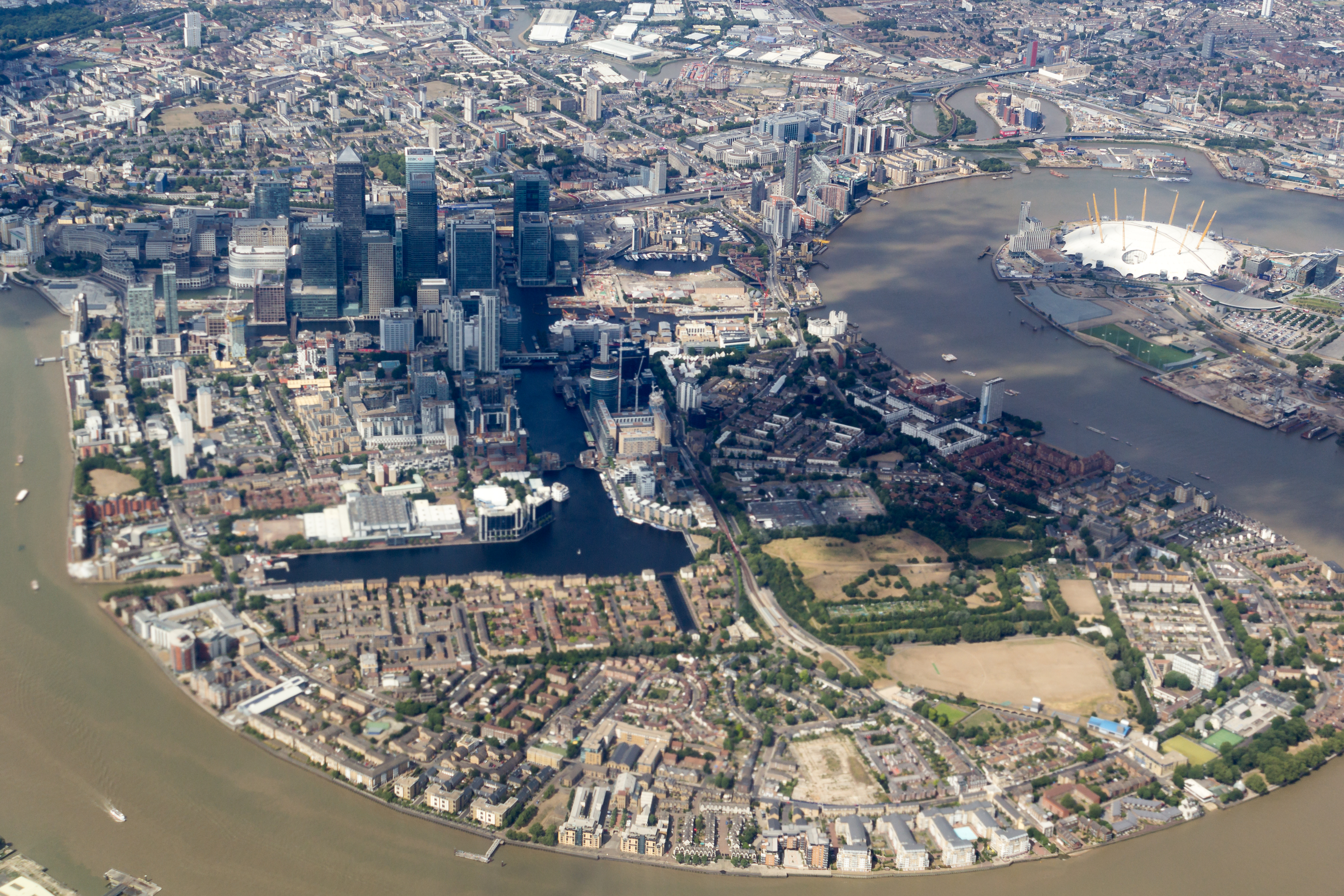
تصویری از ناحیه آیل آف داگز